# فرودگاه بین‌المللی سرهنگ دوم لویس ا مانتیلا
فرودگاه بین‌المللی سرهنگ دوم لویس ا مانتیلا (به انگلیسی: Teniente Coronel Luis a Mantilla International Airport) یک فرودگاه همگانی با کد یاتا TUA است که یک باند فرود آسفالت دارد و طول باند آن ۲۴۶۰ متر است. این فرودگاه در کشور اکوادور قرار دارد و در ارتفاع ۲۹۴۱ متری از سطح دریا واقع شده است.